# 40 Armia (ZSRR)
40 Armia (ros. 40-я армия) – związek operacyjny Armii Czerwonej, następnie Armii Radzieckiej.

## Historia

### II wojna światowa
Sformowana 26 sierpnia 1941 dyrektywą Stawki na bazie 27. Korpusu Piechoty w ramach Frontu Południowo-Zachodniego. W kwietniu 1941 została włączona do składu Frontu Briańskiego; od lipca 1941 w składzie Frontu Woroneskiego (od października 1943 – 1 Front Ukraiński); od marca 1944 w składzie 2 Frontu Ukraińskiego. Po zakończeniu działań wojennych została przydzielona do Odeskiego Okręgu Wojskowego i w maju 1946 rozformowana.
Od sierpnia 1941 prowadziła ciężkie walki obronne, cofając się pod naporem armii niemieckiej. Na przełomie 1941/1942 roku bez powodzenia próbowała kontratakować na kierunkach kurskim i biełgorodzkim. Od czerwca 1942 uczestniczyła w woronesko-woroszyłowgradzkiej operacji obronnej, a następnie w walkach o Woroneż. W styczniu 1943 brała udział w operacji ostrogosko-rossoszańskiej zakończonej okrążeniem i likwidacją węgierskiej 2 Armii i części włoskiej 8 Armii; uczestniczyła w walkach o Charków (luty – marzec 1943) i o wyzwolenie Lewobrzeżnej Ukrainy latem 1943. Uczestniczyła w bitwie kurskiej (5 lipca – 23 sierpnia 1943) w czasie której dowództwo frontu tworzyli następujący oficerowie: dowódca Kiriłł Moskalenko, szef sztabu Aleksandr Batiunia, członkowie rady wojennej K. Krajniukow i Aleksiej Jepiszew oraz szef zarządu politycznego P. Sewastjanow.
We wrześniu 1943 sforsowała Dniepr i na przełomie roku 1943/1944 brała udział w walkach o Kijów. W kwietniu 1944 przeszła graniczny Seret i wkroczyła do Rumunii. W trakcie operacji jasko-kiszyniowskiej (sierpień 1944) osiągnęła podejścia do Karpat Wschodnich. Jesienią 1944 w ramach operacji debreczyńskiej sforsowała Karpaty i wyszła na Nizinę Węgierską, gdzie nad granicą węgiersko-czechosłowacką przeszła do obrony na skutek kontrofensywy sił węgiersko-niemieckich pod Budapesztem. W styczniu 1945, w ramach operacji budapeszteńskiej, ponownie przeszła do ofensywy. W marcu 1945 wkroczyła na terytorium Słowacji. Swój szlak bojowy zakończyła udziałem w operacji praskiej w maju 1945.

### Wojna w Afganistanie

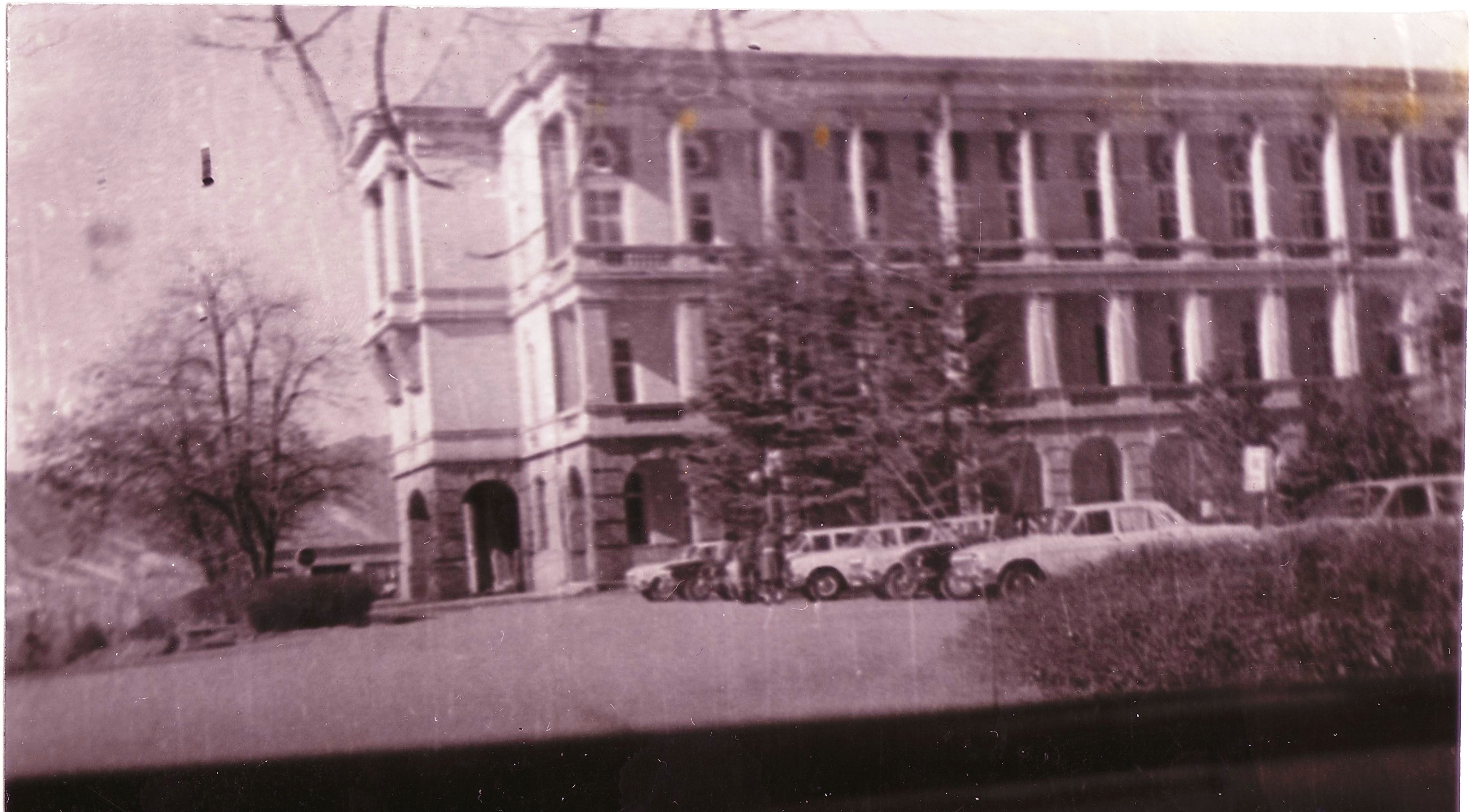
Sztab 40 Armii w Kabulu

Po raz drugi 40 Armia została sformowana dyrektywą Sztabu Generalnego z 16 grudnia 1979 roku w związku z planowaną radziecką interwencją w Afganistanie. Jej pełna, oficjalna nazwa brzmiała: 40 Ogólnowojskowa Armia Turkiestańskiego Okręgu Wojskowego. Była podstawową siłą bojową Ograniczonego Kontyngentu Wojsk Radzieckich w Afganistanie. W szczytowym okresie (1985) liczyła 108 tys. żołnierzy (73 tys. w jednostkach liniowych). Po opuszczeniu Afganistanu w lutym 1989, została rozlokowana na terenie Kazachstanu i w 1990 przekształcona w 59 Korpus Armijny. Po rozpadzie ZSRR weszła w skład sił zbrojnych Republiki Kazachstanu jako 1 Korpus Armijny.
Główne siły 40 Armii (108. i 5 Dywizja Zmechanizowana Gwardii) wkroczyły do Afganistanu 26 grudnia 1979 i następnego dnia osiągnęły podejścia do Kabulu. W samym mieście operowały już pododdziały wchodzącej w jej skład 103 Dywizji Powietrznodesantowej i specjalne grupy KGB. W ciągu dwóch dni, praktycznie bez walki (pomijając szturm pałacu prezydenckiego w Kabulu) oddziały te zajęły wszystkie ważniejsze miasta i przejęły kontrolę nad strategicznymi szlakami komunikacyjnymi. Działania bojowe 40 Armii w Afganistanie polegały głównie na zwalczaniu lokalnych ugrupowań partyzanckich (mudżahedinów), uszczelnianiu granicy z Pakistanem (skąd napływały broń i ochotnicy do oddziałów partyzanckich), ochronie szlaków zaopatrzeniowych i instalacji o strategicznym znaczeniu (lotniska) oraz rozbudowie własnej infrastruktury. Największymi operacjami bojowymi przeprowadzonymi przez jej oddziały były: Sztorm-333 (1979), Panczszir-82 (1982), Panczszir-84 (1984), Magistrala (1987) i Tajfun (1989). Od końca 1986 rozpoczęło się wycofywanie 40 Armii z Afganistanu, które do wiosny 1988 miało wyłącznie propagandowy charakter (wyprowadzono zaledwie 15 tys. żołnierzy, 50 czołgów i 200 pojazdów pancernych). Po zawarciu porozumień genewskich w kwietniu 1988, rozpoczął się faktyczny odwrót 40 Armii, która w dwóch etapach (maj–sierpień 1988 i styczeń–luty 1989) opuściła Afganistan. Uznaje się, że ostatnim (żywym) żołnierzem 40 Armii, który opuścił Afganistan był jej dowódca, gen. porucznik Boris Gromow (15 lutego 1989 roku).

## Dowódcy armii

### w czasie II wojny światowej
- gen. mjr (od listopada 1941 gen. por.) Kuźma Podłas (sierpień 1941 – marzec 1942)
- gen. por. M. Parsiegow (marzec – lipiec 1942)
- gen. por. Markian Popow (lipiec – październik 1942)
- gen. por. (od września 1943 gen. płk.) Kiriłł Moskalenko (październik 1942 – październik 1943)
- gen. por. F. Żmaczenko (październik 1943 – maj 1946)

### w czasie wojny w Afganistanie
- gen. por. J. Tucharinow (grudzień 1979 – wrzesień 1980)
- gen. por. B. Tkacz (wrzesień 1980 – maj 1982)
- gen. por. W. Jermakow (maj 1982 – listopad 1983)
- gen. por. L. Gienierałow (listopad 1983 – kwiecień 1985)
- gen. por. I. Rodionow (kwiecień 1985 – kwiecień 1986)
- gen. por. W. Dubynin (kwiecień 1986 – czerwiec 1987)
- gen. por. Boris Gromow (czerwiec 1987 – luty 1989)

## Skład

### w czasie II wojny światowej
- 2 Korpus Powietrznodesantowy
- 135. i 293 Dywizja Piechoty
- 10 Dywizja Pancerna
- 21., 595., 738. i 760 Pułk Artylerii
- 5 Brygada Artylerii Obrony Przeciwpancernej

### w czasie wojny w Afganistanie
- 201., 108. i 5 Gwardyjska Dywizja Zmechanizowana
- 191. i 860 Samodzielny Pułk Zmechanizowany
- 278 Brygada Remontowo-Drogowa
- 59 Brygada Zabezpieczenia Materiałowego
- 58 Samodzielna Brygada
- 66. i 70 Samodzielna Brygada Zmechanizowana
- 56 Samodzielna Brygada Desantowo-Szturmowa
- 103 Gwardyjska Dywizja Powietrznodesantowa
- 345 Samodzielny Pułk Powietrznodesantowy
- 15. i 22 Samodzielna Brygada Specnaz

W 1984 w skład 40 Armii został włączony 34 Korpus Lotniczy, który składał się z:
- 120., 190., 665., 168., 85. i 115 Gwardyjskiego Pułku Lotnictwa Myśliwskiego
- 200 Wydzielonej Eskadry i 378 Pułku Lotnictwa Szturmowego
- 136., 217., 156., 274. i 355 Pułku Lotnictwa Myśliwsko-Bombowego
- 50 Kombinowanego Pułku Lotniczego
- 181., 280., 289., 290., 335., 338., 339. i 361 Pułku Śmigłowców
- 205., 208., 239., 254., 262., 292., 296., 302., 320., 263. i 399 Samodzielnej Eskadry Lotniczej

Oprócz ww. sił lotniczych armia była wspierana lotnictwem 73 Armii Lotniczej oraz Lotnictwem Dalekiego Zasięgu ZSRR.